# Збройні сили Коморських Островів
Сили оборони Коморських островів (фр. Armée nationale de développement) складаються з невеликих регулярних сил чисельністю 500 особового складу і поліцейських сил, також чисельністю 500 особового складу. Оборонна угода із Францією забезпечує засоби для охорони морських кордонів, тренувань військового персоналу та допомоги у розвідувальній діяльності. Франція утримує невелику кількість власних сил за запитом коморського уряду. Вони складаються з невеликої військово-морської бази та загону Іноземного Легіону (DLEM) у Майотті.

## Оснащення
- FN FAL автоматина гвинтівка
- АК-47 штурмова гвинтівка
- Type 81 штурмова швинтівка[1]
- НСВ-12,7 важкий кулемет
- РПГ-7 протитанковий гранатомет
- Mitsubishi L200 пікап

## Літаки

Кругляк Коморських Островів

Сили безпеки Коморських островів мають лише 4 повітряні судна.
| Літак               | Походження | Тип                      | Версія   | На службі | Зауваження |
| ------------------- | ---------- | ------------------------ | -------- | --------- | ---------- |
| Eurocopter Ecureuil | Франція    | універсальний гелікоптер | AS 350B  | 1         |            |
| Let L-410 Turbolet  | Чехія      | транспорт                | L-410UVP | 2         |            |
| Мі-14               | Росія      | SAR                      | Мі-14ПЖ  | 1         |            |

На додачу до сил безпеки комор, поліція має ще 6 літальних апаратів, які можуть виконувати парамілітарні завдання.
| Літак            | Походження      | Тип           | Версія          | На службі | Зауваження |
| ---------------- | --------------- | ------------- | --------------- | --------- | ---------- |
| Aermacchi SF.260 | Італія          | зв'язок       | SF 260C SF 260W | 2 3       |            |
| Cessna 402       | Сполучені Штати | універсальний |                 | 1         |            |

## Кораблі

Солдати Сил оборони Коморських островів марширують строєм у Мороні

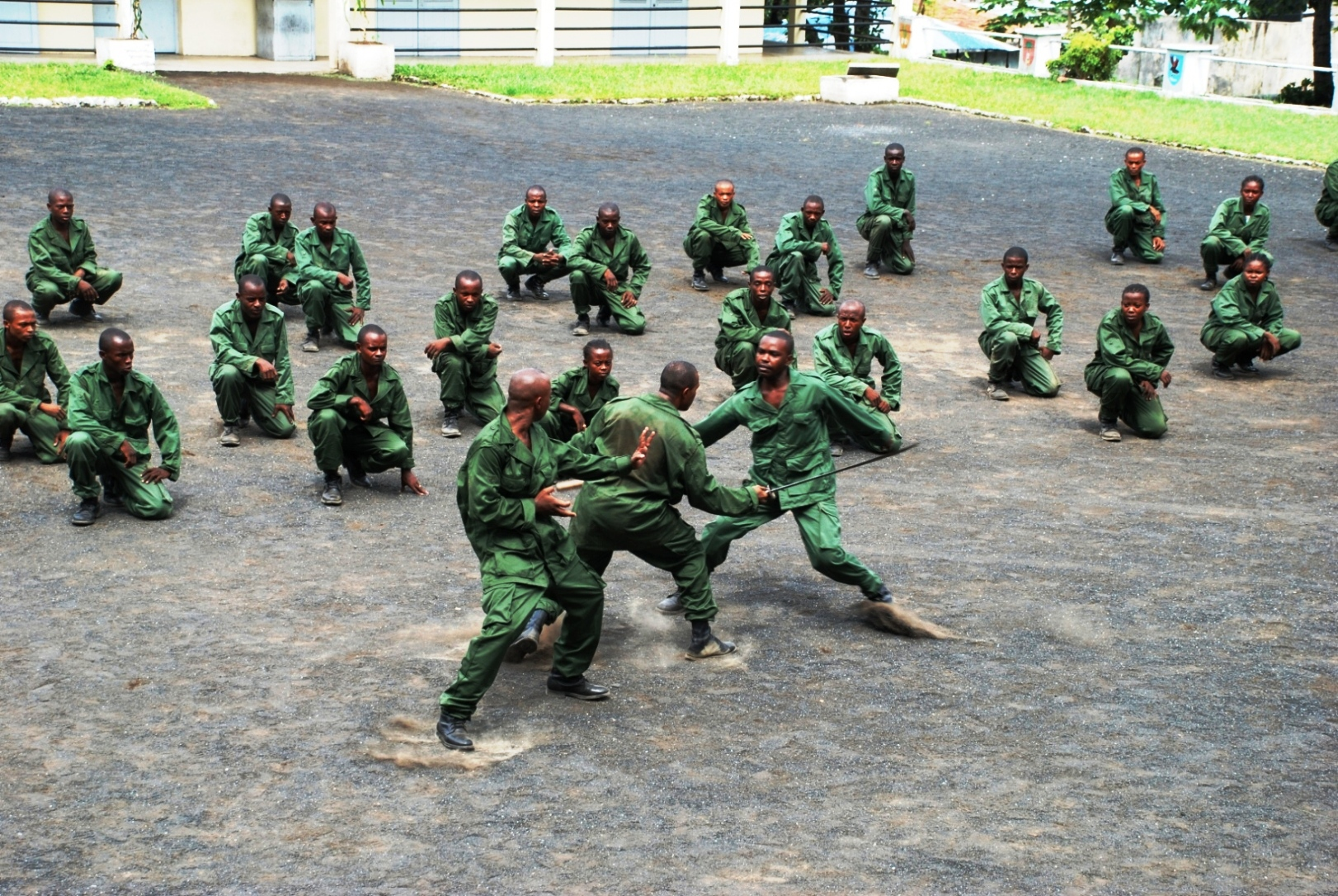
Солдати Сил оборони Коморських островів демонструють навички рукопашного бою

- 2 Патрульні човни типу Ямаурі[en] - 41 тон повної водотоннажності - запущені в 1981 році